# Aéroport de Matsapha
L'aéroport de Matsapha (code IATA : MTS • code OACI : FDMS) est un aéroport situé à Matsapha, près de Manzini, en Eswatini.
Auparavant aéroport international de Matsapha, il est renommé en 2014 lorsqu'il est remplacé par l'aéroport international de Sikhuphe. Il cesse ainsi d'accueillir le trafic international le 30 septembre 2014.

## Situation
| \| 50 km1:3 386 000 \| Aéroport int. · du roi Mswati III Matsapha Nhlangano |
| 50 km1:3 386 000                                                            |